# 高麗大学校
高麗大学校（コリョだいがっこう、韓国語: 고려대학교、英語: Korea University）は、大韓民国のソウル特別市城北区に本部を置く私立大学。QS世界大学ランキングトップ80に入る韓国の名門大であり、ソウル大学校、延世大学校と共に「SKY」と呼ばれる3大トップの最難関大学の一つである。

## 歴史
前身は李容翊が1905年に設立した普成専門学校（보성전문학교）、当初から法律専門学科、理財専門学科を設置した。1921年から金性洙が経営を引き継ぐ。
1944年に京城拓殖経済専門学校（경성척식경제전문학교）に改称し、1945年の光復に伴い解散した後、第二次世界大戦後の1946年に総合大学として再設置された。また1938年に設立された京城女子医学専門学校は、光復（解放）後に高麗大学校医科大学として共学化した。
李承晩政権下では学生運動が盛んだった。サムスングループの李健煕会長は、同大学の開校100周年記念館の建設のために41億円もの費用を寄付している。早稲田大学とは姉妹校の関係である。財界に多くの人材を輩出する一方、スポーツの名門としても知られる。ソウル大学校は日本統治時代の帝国大学の一つである京城帝国大学を、延世大学校はアメリカ人によって設立された大学など大日本帝国や外国人による設立を起源とするなかで、完全に民間の韓国人によって設立された本学は「民族高大」のスローガンとともに知られていたが、現在では「Global KU Frontier Spirit」を掲げ、学内のグローバル化に向けた改革を進めている。

## 教育方針上の特徴

### 海外交流
現在、4つの学校と協定を結び、毎年多数の訪問の学生を派遣している。
アメリカ合衆国のカリフォルニア大学デービス校、カナダのブリティッシュコロンビア大学、オーストラリアのグリフィス大学などが対象である。授業料は派遣校と本学に納付することが原則であるが、本学の授業料分は奨学金となり返され、相殺される。その他、日本や世界中の大学への交換留学も盛んである。

### Global KUプロジェクト
世界トップ100の大学に入ることを目標としたもので、第15代オ・ユンデ総長の主導の下に2003年から本格的に実施されている。
長期的には英語教育の拡充、海外の大学との交流の強化、外国人教授の採用の拡大などを目指しており、卒業要件として要求される国際コミュニケーション英語能力テスト（TOEIC）のスコアを大幅に上昇させ、2005年5月に開校100周年を記念して、世界の大学学長フォーラムを開催するなど、短期的な計画も進行している。合わせて、英講（英語による通常講義）を増やしている。
学生は一定数の英講履修が義務化されており、全授業の半数を英語での講義とすることを目標としている。

### 第二専攻の義務化
2004年度より、全ての学生に第二専攻が義務化された。これは、第一専攻と共に、第二専攻の科目も一定以上履修し成績を残さなければ卒業要件に満たなくなるものである。

## スポーツ・サークル・伝統
- 高延戦（コヨンジョン、고연전）- 延世大学校との間に毎年9月頃に行われる。日本の早慶戦に相当。スポーツの祭典であると同時に応援の祭典でもあり、高麗大学校応援団がバンドを率いて数十曲の応援歌を数万人で歌い踊る。

## 組織

### 学部
安岩キャンパス
- 自由専攻学部
- 経営大学
  - 経営学科
- 文科大学
  - 国語国文学科
  - 哲学科
  - 韓国史学科
  - 史学科
  - 社会学科
  - 漢文学科
  - 英語英文学科
  - 独語独文学科
  - 仏語仏文学科
  - 中国語中国文学科
  - ロシア語ロシア文学科
  - 日語日文学科
  - スペイン語スペイン文学科
  - 言語学科
- 生命科学大学
  - 生命科学部
  - 生命工学部
  - 食品工学科
  - 環境生態工学部
  - 食品資源経済学科
- 政経大学
  - 政治外交学科
  - 経済学科
  - 統計学科
  - 行政学科
- 理科大学
  - 数学科
  - 物理学科
  - 化学科
  - 地球環境科学科
- 工科大学
  - 化工生命工学科
  - 新素材工学部
  - 建築社会環境工学科
  - 建築学科
  - 機械工学部
  - 産業経営工学部
  - 電気電子工学部
  - 半導體工学科
  - 融合エネルギー工学科
  - 次世代通信工学科
- 医科大学
  - 医（予）学科
- 師範大学
  - 教育学科
  - 体育教育科
  - 家政教育科
  - 数学教育科
  - 国語教育科
  - 英語教育科
  - 地理教育科
  - 歴史教育科
- 看護大学
  - 看護学科
- 保健科学大学
  - バイオ医工学部
  - バイオシステム医科学部
  - 保建環境融合科学部
  - 保建政策管理学部
- 情報大学
  - コンピュータ学科
  - データ科学科
- 国際大学
  - 国際学部
  - グローバル韓国融合学部
- デザイン造形学部
- メディア学部
- スマート保安学部
  - サイバー国防学科
  - スマート保安学部
- 心理学部

世宗キャンパス
- 科学技術大学
  - 応用数理数学部（データ計算科学専攻）
  - ディスプレイ・半導体物理学部（ディスプレイ融合専攻・半導体物理専攻）
  - 新素材化学科
  - コンピューター融合ソフトウェア学科
  - 電子及び情報工学科
  - 生命情報工学科
  - 食品生命工学科
  - 電子・機械融合工学科
  - 環境システム工学科
  - 未来モビリティ学科
  - 知能形半導體工学科
  - 人工知能サイバー保安学科
- 薬学大学
  - 薬学科
- グローバルビジネス大学
  - グローバル学部（韓国学専攻・中国学専攻・英米学専攻）
  - 融合経営学部（グローバル経営専攻・デジタル経営専攻）
  - 標準・知識学科
- 公共政策大学
  - 政府行政学部
  - 公共社会・統一外交学部（公共社会学専攻・統一外交安保専攻）
  - 経済統計学部（経済政策学専攻）
  - ビックデータサイエンス学部
- 文化スポーツ大学
  - 国際スポーツ学部（スポーツ科学専攻・スポーツビジネス専攻）
  - 文化遺産融合学部
  - 文化創意学部（メディア文芸創作専攻・文化コンテンツ専攻）
- スマート都市学部

### 大学院
*：修士のみ、**：博士のみ
- 一般大学院
  - 国語国文学科
    - 国語学
    - 古典文学
    - 現代文学
    - 漢文学
    - 韓国語文化教育学

  - 英語英文学科
    - 英語学
    - 古典英文学
    - 近代英文学
    - 米国文学

  - 独語独文学科
    - ドイツ語学
    - 現代独文学
    - 古典独文学

  - 仏語仏文学科
    - 仏語学
    - 仏文学

  - 中日語中日文学科
    - 中日比較文化専攻
    - 中国文学
    - 中国語学
    - 日本文学専攻
    - 日本語学専攻

  - ロシア語ロシア文学科
    - ロシア語学
    - ロシア文学

  - スペイン語スペイン文学科
    - スペイン語学
    - スペイン文学

  - 哲学科
    - 東洋哲学
    - 西洋哲学

  - 史学科
    - 東洋史
    - 西洋史

  - 韓国史学科
    - 韓国古代史
    - 高麗時代史
    - 朝鮮時代史
    - 韓国近現代史

  - 地理学科
    - 自然地理学
    - 人文地理学

  - 言語学科
    - 理論言語学
    - 電算言語学
    - 記号学
    - 実用言語学

  - 文芸創作学科
    - 文芸創作
    - 文芸批評

  - 考古美術史学科
    - 考古学
    - 美術史学

  - 教育学科
    - 教育行政学及び高等教育学
    - 教育心理・相談及び特殊教育学
    - 教育課程・評価及び教育工学
    - 教育哲学及び教育史学
    - 教育社会学及び成人継続教育学

  - 教科教育学科
    - 数学教育学
    - 歴史教育学

  - 国語教育学科
    - 国語教育

  - 英語教育学科
    - 英語教育学

  - 法学科
    - 法学原理
    - 憲法
    - 行政法
    - 国際法
    - 刑法
    - 民法
    - 商法
    - 社会法
    - 刑事訴訟法
    - 民事訴訟法

  - 政治外交学科
    - 政治思想
    - 比較政治
    - 国際政治

  - 行政学科
    - 行政学

  - 経営学科
    - 経営原理
    - MIS
    - LSOM
    - マーケティング
    - 財務論
    - 会計学

  - 国際経営学科
    - 国際貿易論*
    - 国際経営論*
    - 国際経営管理**
    - 国際マーケティング**
    - 国際財務・通商**

  - 経済学科
    - 理論経済学**
    - 財政学**
    - 貨幣金融論**
    - 国際経済学**
    - 労働経済学**
    - 経済史**
    - 発展経済学**
    - 計量経済学**
    - 産業組織論**
    - 環境地域経済学**
    - 医療経済学**
    - マクロ経済学**
    - 政治経済学**

  - 食品支援経済学科
    - 食品・保険経済学
    - 応用経済学

  - 経済統計学科
    - 財政政策
    - マクロ経済政策
    - 産業政策
    - 地域経済政策
    - 放送通信政策
    - ミクロ経済政策
    - 応用ミクロ計量経済学
    - 応用マクロ計量経済学
    - 国家統計学

  - デジタル経営学科
    - e-ビジネス
    - インターネット貿易
    - ECシステム

  - 心理学科
    - 臨床及び相談心理学
    - 認知心理学
    - 消費者及び広告心理学
    - 産業及び組織心理学
    - 文化及び社会心理学
    - 生物心理学

  - 社会学科
    - 社会学

  - 言論学部
    - 言論学

  - 統計学科
    - 応用統計学
    - 数理統計学

  - 社会福祉学科
    - 社会福祉
    - 社会政策

  - 北韓学科
    - 北韓学
    - 統一政策

  - 数学科
    - 代数学及び整数論
    - 位相数学
    - 解析学
    - 応用数学
    - 確率論
    - 幾何学

  - 物理学科
    - 原子核物理学
    - 固体物理学
    - 陽子物理学
    - 粒子物理学
    - 非線形動力学及び生物ブル地学

  - 化学科
    - 物理化学
    - 分析化学
    - 無機化学
    - 有幾化学
    - 生物化学
    - 高分子化学**

  - 地球環境科学科
    - 地質科学
    - 地質環境学
    - 大気環境学
    - 地球物理学

  - コンピュータ情報学科
    - 電算科学*
    - 知能コンピュータシステム**
    - ネットワーク管理**
    - ソフトウェア工学**
    - データ通信及びネットワーク**
    - 情報保安及びアルゴリズム**
    - DB及びデータマイニング**
    - 内蔵型システム及びリアルタイムコンピューティング**

  - 応用物理学科
    - ディスプレイ・半導体素子
    - 医用物理学
    - 凝集物理学

  - 素材化学科
    - 素材有機化学
    - 素材物理化学
    - 素材無機化学
    - 精密分析化学
    - 太陽エネルギー素材

  - 情報統計学科
    - 応用統計学*
    - 理論統計学*

  - 環境生態工学科
    - 生物支援及び生態学
    - 水質及び土壌環境
    - 生物材料工学
    - 環境計画及び造景学
    - 環境復元生態工学

  - 生命工学科
    - 生化学
    - 分子生物学
    - 細胞生物学
    - 医薬生命工学
    - 生物法制学
    - 分子生物工学
    - 植物遺伝工学
    - 動物生命工学
    - 植物病理学及び園芸科学
    - 食品工学

  - 家政学科
    - 食品栄養学
    - 児童学
    - 消費者・家政経営学

  - コンピュータ教育学科
    - コンピュータ教育学

  - 看護学科
    - 老人看護学*
    - 重患者看護学*
    - 臨床看護学*
    - 家政看護学

  - 保健科学科
    - 臨床病理学専攻
    - 放射線科学専攻
    - 再活科学専攻
    - 歯医技工学専攻
    - 保険栄養科学専攻
    - 環境保健学専攻
    - 保険行政学専攻
    - 生体医工学専攻

  - 化工生命工学科
    - 化工生命工学

  - 建築社会環境工学科
    - 構造工学
    - 地盤工学
    - 水資源工学
    - 環境工学
    - 建築構造
    - 施工及び材料工学

  - 建築学科
    - 建築計画学
    - 都市計画及び設計

  - 機械工学科
    - 機械工学*
    - 熱及び流体工学
    - エネルギー及び動力工学
    - 固体及び構造
    - 材料及び破壊
    - 設計及び生産
    - 動力及び制御

  - 電気電子電波工学科
    - 電子電気コンピュータ学

  - 新素材工学科
    - 新素材工学

  - 産業経営工学科
    - 産業システム工学
    - 経営工学

  - コンピュータ・電波通信工学科
    - コンピュータ学　電波通信工学

  - 脳工学科
    - 脳工学*
    - 認知脳科学**
    - 脳-コンピュータインターフェイス**
    - 脳映像工学**

  - 電子・情報工学科
    - 電子情報工学*
    - 医用電子工学**
    - 電子場及び超高周波工学**
    - 信号処理及び通信工学**
    - コンピュータシステム工学**
    - 半導体工学**

  - 環境工学科
    - 環境工学

  - 制御計測工学科
    - メカトロニックス
    - 計測及びセンサー

  - 生命情報工学科
    - 生命情報工学

  - 食品生命工学科
    - 食品生命工学

  - エンベディッドソフトウェア学科
    - エンベディッドソフトウェア*

  - 体育学科
    - 体育学

  - 社会体育学科
    - 社会体育学・指導
    - 余暇学・スポーツ産業情報
    - スポーツ・運動科学

  - 医学科
    - 解剖学
    - 生理学
    - 生化学
    - 病理学
    - 微生物学
    - 予防医学
    - 寄生虫学
    - 法医学
    - 内科学
    - 外科学
    - 整形外科学
    - 神経外科学
    - 胸部外科学
    - 成形外科学
    - 小児青少年科学
    - 産婦人科学
    - 皮膚科学
    - 泌尿器科学
    - 眼科学
    - 精神科学
    - 映像医学科学
    - 診断検査医学
    - 麻酔痛症医学
    - 歯科学
    - 再活医学
    - 神経科学
    - 放射線腫瘍学　家政医学
    - 応急医学
    - 核医学
    - 医学教育学
    - 統合医学

  - 医学科（医生物科学系）
    - 神経生物学
    - 分子人体遺伝学
    - 医用生体工学
    - 肝炎・免疫学
    - 腫瘍生物学
    - 分子・細胞・発生生物学
- 国際大学院
- 情報経営工学専門大学院
- 経営専門大学院
  - Global MBA*
  - Finance MBA*
  - Korea MBA*
  - Executive MBA*
  - S3 Asia MBA*
- 医学専門大学院
- 法学専門大学院
- 教育大学院
- 生命環境科学大学院
- 政策大学院
- 工学大学院
- 経営情報大学院
- 言論大学院
- 労働大学院
- 法務大学院
- コンピュータ情報通信大学院
- 人文情報大学院
- 行政大学院
- 保険大学院
- 臨床歯医学大学院
- 医用科学大学院

## 主な卒業生
- 李明博（17代大統領)
- 許政（第6代国務総理）
- 丁世均 (第46代国務総理)
- 洪準杓（第11代ハンナラ党代表）
- 呉世勲（第33代ソウル特別市長）
- 大島令子（元衆議院議員）
- 崔泰源（実業家、SKグループ会長）
- 宣銅烈（元プロ野球選手）
- 崔煕渉（プロ野球選手）
- 金善宇（プロ野球選手）
- 車範根（元サッカー選手、元サッカー大韓民国代表監督）
- 盧廷潤（サッカー選手）
- 洪明甫（サッカー選手）
- 朴主永（サッカー選手）
- 車ドゥリ（サッカー選手）
- 林承謙（サッカー選手）
- 黄永祚（元マラソン選手、バルセロナオリンピック金メダリスト）
- キム・ヨナ（フィギュアスケート選手、バンクーバーオリンピック金メダリスト）
- イ・ヨウォン（女優）
- 李章旭（詩人）

## 日本における協定校
- 東京大学
- 武蔵大学
- 筑波大学
- 早稲田大学
- 東京理科大学
- 上智大学
- 成城大学
- 立教大学
- 中央大学
- 成蹊大学
- 国際基督教大学
- 一橋大学
- 関東学院大学
- 京都大学
- 大阪大学
- 神戸大学

## その他
- 高麗大学校の各々のキャンパスは、同じ学校法人が設立した大学である。世宗キャンパスは安岩キャンパスの分校であり独立的に業務が行われる。ただし、高麗大学校学則第2章第6条により「本校はソウルキャンパスと世宗キャンパスで構成されている」と定められており、卒業証明書にキャンパスの記載はなく、どのキャンパスも高麗大学校と書かれる[4][5]
- 一定の条件を満たした場合、世宗キャンパスから安岩キャンパスにある学部への所属変更が可能である。[6]
- 高麗大総学生会は設立者金性洙を親日派人物と主張し、構内の銅像撤去を主張している[7]。